# برودينسيو إندوراين
برودينسيو إندوراين (بالإسبانية: Prudencio Induráin)‏ مواليد 9 يونيو 1968 في فيلافا، بنبلونة، إسبانيا، هو دراج إسباني.

## روابط خارجية
- برودينسيو إندوراين على موقع أرشيف الدراجات (الإنجليزية)
- برودينسيو إندوراين على موقع إحصائيات الدراجات الإحترافية (الإنجليزية)
- برودينسيو إندوراين على موقع CycleBase (الإنجليزية)